# Cardinal (Manitoba)
Pour les articles homonymes, voir Cardinal.
Cardinal est une petite communauté francophone située dans la province du Manitoba au Canada. Cardinal fait partie de la municipalité rurale de Lorne.
Le village de Cardinal fut fondé en 1888 par des émigrants francophones. Le village de Cardinal est situé à quelques kilomètres au sud de la ville de Notre-Dame-de-Lourdes. Cardinal a connu une certaine prospérité avec l’arrivée du chemin de fer en 1905.
L'école communale du village de Cardinal a eu comme institutrice, durant l'année scolaire 1929-1930, l'écrivaine franco-manitobaine Gabrielle Roy. L'école n'existe plus aujourd'hui et les enfants étudient dans les établissements scolaires francophones de la ville voisine de Notre-Dame-de-Lourdes.
Les travaux de construction de l'église Sainte-Thérèse débutèrent en 1925, pour s'achever en 1929. Abandonnée dans les années 1960, l'église fut rénovée en 1989/1990. Le 27 mai 1990, Denis Rocan, Président de l'Assemblée législative du Manitoba et Gérald Badiou, conseiller de la municipalité rurale de Lorne, inaugurèrent l'église Sainte-Thérèse entièrement restaurée et transformée en musée. L'église Sainte-Thérèse est un exemple de l'architecture religieuse de la tradition classique française et québécoise, comme le soulignent sa grande nef symétrique et sa tour qui surplombe les environs.